# Ley de identidad de género (Argentina)
La Ley de Identidad de Género de Argentina, fue el resultado de un proceso político que tuvo como protagonistas a las organizaciones travestis y trans de todo argentina que conformado  por el Frente Nacional por la Ley de Identidad de Género  el 9 de mayo de 2012, el Congreso de la Nación sancionó la Ley de Identidad de Género N° 26.743 y contiene quince artículos, presentado por las diputadas Diana Conti, Juliana Di Tullio y Silvana Giudici estableció el derecho a que toda persona sea reconocida por su identidad de género, al libre desarrollo de su persona conforme a dicha identidad y a ser tratada e identificada de acuerdo con ella en todos los ámbitos incluyendo sus documentos de identidad, lo que permite que las personas trans sean tratadas de acuerdo a su identidad autopercibida e inscritas en sus documentos personales y otros registros con el nombre y el género vivenciado, además ordena que todos los tratamientos médicos de adecuación a la expresión de género sean incluidos en el Programa Médico Obligatorio, lo que garantiza una cobertura de las prácticas en todo el sistema de salud, tanto público como privado. Es la primera ley de identidad de género del mundo que, conforme las tendencias en la materia, no patologiza las identidades trans. Fue considerada como una de las leyes más avanzadas del mundo en cuanto a libertades y derechos para el colectivo transgénero.

## Historia

### Antecedentes
El antecedente más remoto respecto de la cuestión de la identidad de género en Argentina se remonta al año 1966, en el cual un médico, que había practicado una operación de reasignación de sexo en una paciente trans femenina, recibió una condena en suspenso de 3 años por el delito de lesiones gravísimas del Art. 91 del Código Penal de la Nación.
En 1989 el juez Mario Calatayud de la sala F de la Cámara Nacional de Apelaciones en lo Civil de la Ciudad de Buenos Aires, en disidencia con la mayoría triunfante, reconoció por primera vez la identidad de género de una mujer transexual que había solicitado su cambio de nombre y sexo registral.  En 1997 surgió un caso que trascendió en los medios masivos de comunicación. Se trataba de una mujer transexual, Mariela Muñoz quien había criado una gran cantidad de niños como sus hijos
Configura una mirada ampliatoria dentro de las políticas públicas de los derechos humanos que comenzó a ganar peso en el año 2003 con el fin de integrar dentro del marco legal y jurídico a todos los habitantes de la Argentina.
Desde 2007 se impulsaron propuestas legislativas que garantizaran a travestis, transexuales y transgéneros el derecho a la identidad y el derecho a la atención integral de la salud.  En Argentina dos antecedentes prefiguraron buena parte de esta ley: En el año 2010 se conoció un fallo conocido como “Doctrina Florencia Trinidad” el cual autorizó a la actriz Florencia de la V. a la rectificación registral de su nombre y sexo sin la exigencia de intervenciones quirúrgicas. En 2011 se publicó el “Decreto Ironici” impulsado por la activista trans Alejandra Ironici de Santa Fe. Esta autorización fue inédito en un doble sentido, estableció un mecanismo administrativo para el reconocimiento legal de la identidad de género prescindiendo de la necesidad de una autorización judicial. Pero no solo ello, la argumentación del decreto avanzó hacia una comprensión de la identidad de género no ya sólo como un "derecho personalísimo" sino como una cuestión pública atinente al acceso a la justicia de las personas trans.
El proyecto de ley fue fruto de diversos debates que tuvieron lugar al interior del movimiento de diversidad sexual y de género. Tanto la Federación Argentina LGBT como el Frente Nacional por la Identidad de Género fueron actores importantes en la defensa del derecho a la identidad de género y en el desarrollo de argumentos por el fin de tratamientos judicializantes, criminalizantes y patologizantes de las personas trans. Suele recalcarse el lugar de la activista travesti Lohana Berkins como el de una gran articuladora para alcanzar un consenso entre los diferentes impulsores de la ley.

### Tratamiento de la ley
El 8 de noviembre de 2011 las comisiones de Legislación General y de Justicia del Congreso de la Nación trataron el proyecto de ley y aprobaron el despacho de la misma para su posterior tratamiento en el recinto. El 1 de diciembre de 2011 la Cámara de Diputados de la Nación aprobó por 167 votos a favor, 17 en contra y 7 abstenciones el proyecto de ley de identidad de género. Finalmente y por 55 votos a favor y una abstención el Senado de la Nación Argentina aprobó la Ley de identidad de Género el 9 de mayo de 2012. La ley fue promulgada por el decreto N° 773/2012 del Poder Ejecutivo Nacional el 24 de mayo de 2012 y lleva el número 26.743. La ley fue reglamentada por Decreto 1007/2012. Siendo el Registro Nacional de las Personas (Argentina) la unidad especializada de asesoramiento y asistencia en las materias de competencia de la Ley 26.743

## Derechos reconocidos en la Ley
La Ley de Identidad de Género permite que una persona pueda modificar sus datos personales en el Registro y pueda cambiar el nombre, la imagen y el sexo registrado; pueda acceder a terapias hormonales e intervenciones quirúrgicas totales o parciales para adecuar su cuerpo a la identidad elegida y pueda desarrollar su personalidad de acuerdo con la identidad auto-percibida. Toda acción que contraríe lo anteriormente expuesto será violatorio de derecho.
Se puede pedir el cambio de nombre, sexo y foto en los documentos, es un trámite gratuito que se hace en el Registro Civil y no se necesita gestor ni abogado. Los requisitos son presentar un escrito pidiendo los cambios en la partida de nacimiento y en el nuevo DNI e indicar el nombre elegido para que lo inscriban, el número de DNI no se modifica, sino el nombre y la imagen que allí aparece.
La persona que desea se puede operar total o parcialmente o hacer tratamientos hormonales para adecuar su cuerpo a su identidad de género y las obras sociales, las prepagas y los hospitales públicos lo cubren porque forma parte del Plan Médico Obligatorio.

## Ley de identidad de género y educación

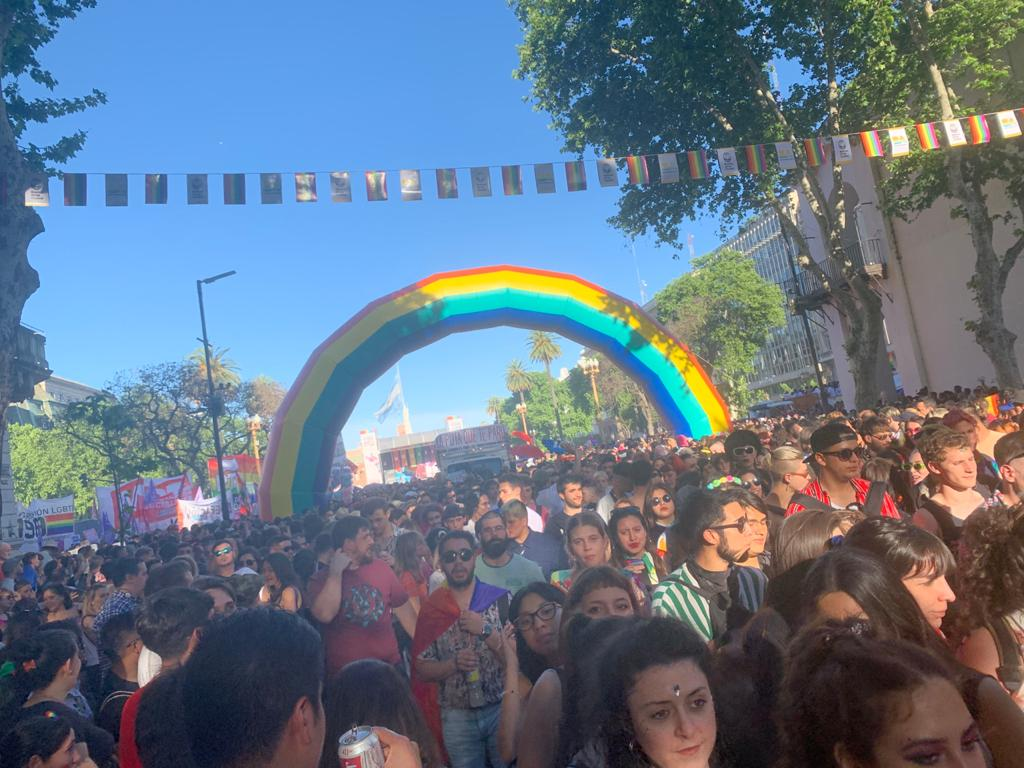
Marcha del orgullo en Buenos Aires en 2019.

La ley fue redactada con base en los aportes teóricos y políticos del movimiento travesti, transexual, transgénero y no binario de la Argentina. Reconoce la autonomía de las personas en la definición de su identidad de género y establece que esto es esencial para proteger la dignidad; provee herramientas para asegurar que los documentos de identidad reflejan la propia identidad de género y garantiza el acceso a salud integral.
Una de las primeras y más determinantes clasificaciones a las que son sometidos los individuos en la sociedad se apoya exclusivamente en sus genitales externos. En función de estos órganos se proyectan las expectativas y el trato que recibe, incluso antes de haber nacido. La ley de identidad de género procura romper con ese concepto binario socialmente instalado. Un aspecto relevante de esta conceptualización es que busca su despatologización, es decir, superar lo que se considera normal o anormal según la genitalidad.
El sistema educativo, primordialmente en la escuela pública, debe desempeñar un rol fundamental en el cumplimiento de la misma y luchar por la desigualdad vinculada a la diversidad de género.
Para dar las garantías antes mencionadas, junto a otros derechos, se implementó en el sistema educativo nacional la Ley de Educación Sexual Integral (ESI) 26.150. 

## Debates posteriores
El 1 de noviembre de 2018, en Mendoza, se aprobó por primera vez un trámite de rectificación de DNI en el que no se explicita el sexo. Se trata de una persona que se identifica bajo el género no binario y que apeló a la ambigüedad de la ley en esa materia para no someterse a elegir un sexo con el que no se identifica. 
El artículo tercero de la ley dice que "toda persona podrá solicitar la rectificación registral del sexo, y el cambio de nombre de pila e imagen, cuando no coincidan con su identidad de género autopercibida". No especifica cuál será el tratamiento para el caso de las personas que no encajen en el binarismo hombre y mujer. Casos similares al de Mendoza se dieron en Tierra del Fuego y Misiones, y es a partir de estas experiencias que se comienza a plantear si la categoría sexo debe figurar como descriptora de identidad en el documento nacional.

## Injusticias y crímenes de odio
La mayor parte del colectivo travesti-trans sigue excluido de las garantías del Estado, según expresa  CELS donde en uno de sus estudios detalla la continuidad de la problemática de aceptación y contención social.
La ley implicó un avance significativa en la posibilidad de acceso a servicios pero aun se encuentran barreras para el acceso pleno. El acceso a la consulta se ve limitado por actos discriminatorios o barreras de las prestadoras de salud. La esfera estatal (nacional, provincial y municipal) ha sido quien mayores oportunidades brinda para la atención de la población travesti trans. Un dato relevante de la situación de la población travesti trans es su expectativa que está medida en el rango de 35 a 40 años, según consta en informes recientes.
En 2017, el Observatorio Nacional de Crímenes de Odio LGBT contabilizó en la Argentina 103 crímenes de odio —aquellos cometidos contra una persona perteneciente a un determinado grupo social y motivados por su orientación sexual, identidad y/o expresión de género—. Al año siguiente, se contabilizaron otros 67. Agencia Presentes destacó que la mayoría de las víctimas LGTBIQ+ de 2018 fueron mujeres trans. También denuncian que 43 murieron por ausencia y/o abandono estatal, hechos que pueden caratularse como travesticidios sociales.
En junio de 2019 ya se habían reportado al menos 10 ataques de odio y dos travesticidios en el país. En los primeros cuarenta días de ese año también hubo —por lo menos— 4 travesticidios sociales, según fuentes provistas por organizaciones activistas. En tanto, la Defensoría LGBT de la Ciudad Autónoma de Buenos Aires asume que existe una acuciante dificultad a la hora de obtener registros de crímenes de odio hacia personas del colectivo porque no a todas se las registra respetando su identidad sexo-genérica.